# Mstîșîn, Luțk
Mstîșîn (în ucraineană Мстишин) este un sat în comuna Promin din raionul Luțk, regiunea Volînia, Ucraina.

## Demografie
Componența lingvistică a localității Mstîșîn
     Ucraineană (97,8%)
     Română (1,83%)
     Alte limbi (0,37%)
Conform recensământului din 2001, majoritatea populației localității Mstîșîn era vorbitoare de ucraineană (97,8%), existând în minoritate și vorbitori de română (1,83%).